# Igor Jewgenjewitsch Roschin
Igor Jewgenjewitsch Roschin (russisch Игорь Евгеньевич Рожин; * 17. Septemberjul. / 30. September 1908greg. in St. Petersburg; † 11. November 2005 in Moskau) war ein sowjetisch-russischer Architekt und Hochschullehrer.

## Leben
Roschin studierte 1925–1930 in der Architektur-Fakultät des neuen Leningrader Höheren Künstlerisch-Technischen Instituts (LWChTI), das nach der Oktoberrevolution aus der Kaiserlichen Akademie der Künste entstanden war. Seine Lehrer waren Sergei Serafimow, Iwan Fomin, Wladimir Schtschuko und Wladimir Helfreich.
Roschin war an dem Wettbewerbsprojekt für den Bau des Palasts der Sowjets in Moskau beteiligt (1932–1933). Geleitet wurde das Projekt von Wladimir Schtschuko und Wladimir Helfreich. Mitarbeiter neben Roschin waren Alexander Welikanow, Leonid Poljakow, Georgi Schtschuko u. a. Der Palast der Sowjets wurde nie gebaut.
Roschin arbeitete als Projektierer von Verwaltungsgebäuden, Wohnhäusern und öffentlichen Gebäuden.
Nach dem Tod Stalins war Roschin Chefarchitekt der ab 1958 erbauten neuen Stadt Selenograd (1956–1963). Für die Projektierung der neuen Stadt gründete er die Architektur-Projekt-Werkstatt Nr. 14 des Projektierungsinstituts Mosprojekt.
Roschin lehrte 1935–1964 und dann von 1972 bis zu seinem Tod am Moskauer Architektur-Institut (MArchI) und wurde zum Professor ernannt.
Roschin starb in Moskau und wurde auf dem Wwedenskoje-Friedhof begraben.

## Ehrungen, Preise
- Medaille „Für heldenmütige Arbeit im Großen Vaterländischen Krieg 1941–1945“
- Stalinpreis I. Klasse (1946) für die Moskauer Metrostation Elektrosawodskaja und die Eingangshalle der Metrostation Nowokusnezkaja[3]
- Leninpreis im Bereich Technik zusammen mit Stepan Adjassow, Moissei Bass, Georgi Golodow, Alexander Wlassow, Wsewolod Nassonow, Lew Jeschtschenko, Wassili Polikarpow, Nikolai Resnikow, Alexander Chrjakow, Boris Schtschepetow, Nikolai Ullas, Aschot Etmekdschijan für die Sanierung  des Moskauer Rajons Luschniki und Errichtung des Sportanlagenkomplexes mit dem Lenin-Zentralstadion (1959)[3]
- Verdienter Architekt der RSFSR (1969)[3]
- Verdienter Architekt des Volkes der UdSSR (1989)[3]
- Preis des Ministerrats der UdSSR
- Orden des Roten Banners der Arbeit

## Werke (Auswahl)

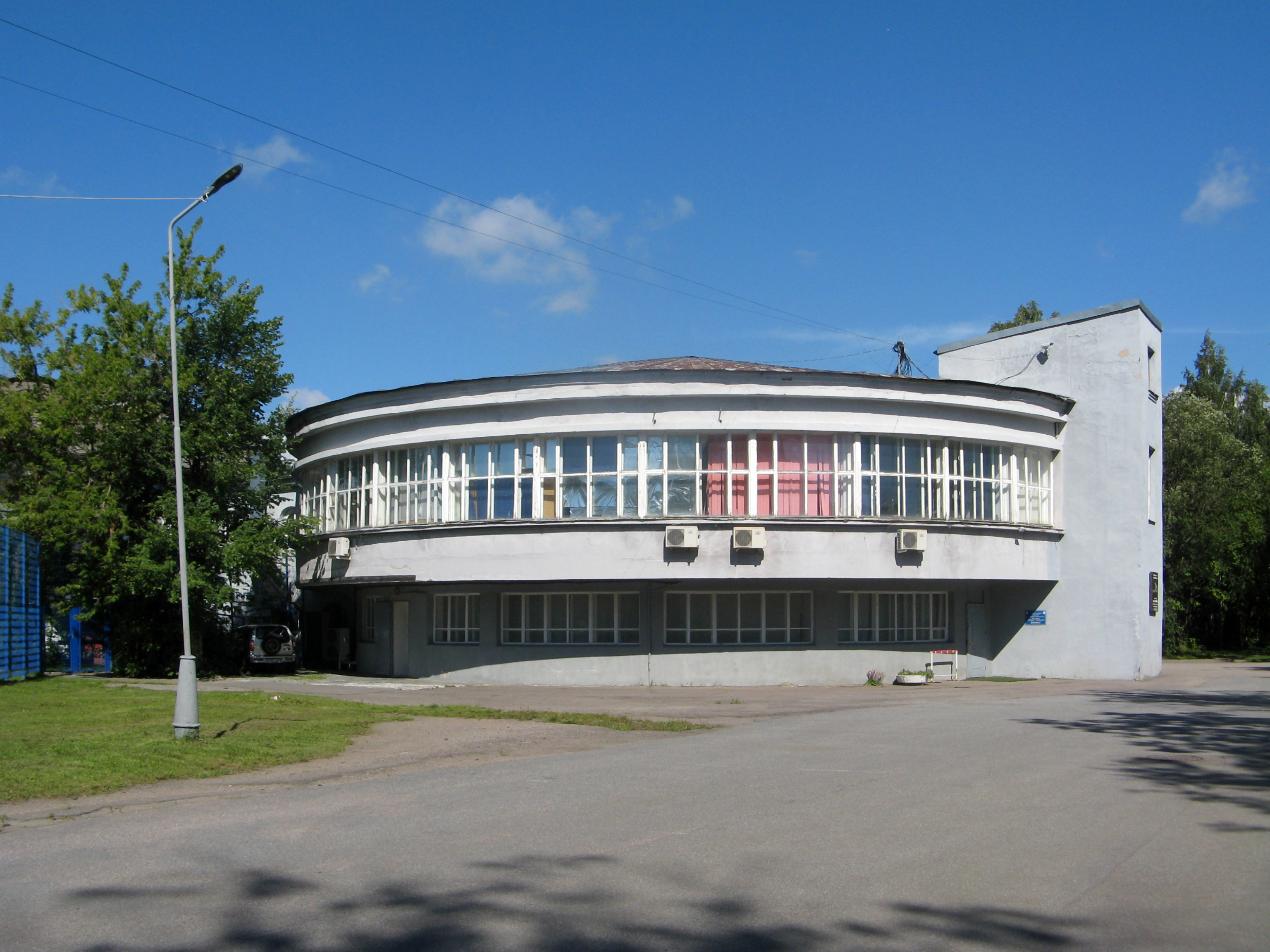
Dinamo-Sportstadion auf der Krestowski-Insel (1931 mit Oleg Ljalin, Jakow Swirski (Leiter), Juri Witaljewitsch Mucharinski, Georgi Schtschuko), St. Petersburg
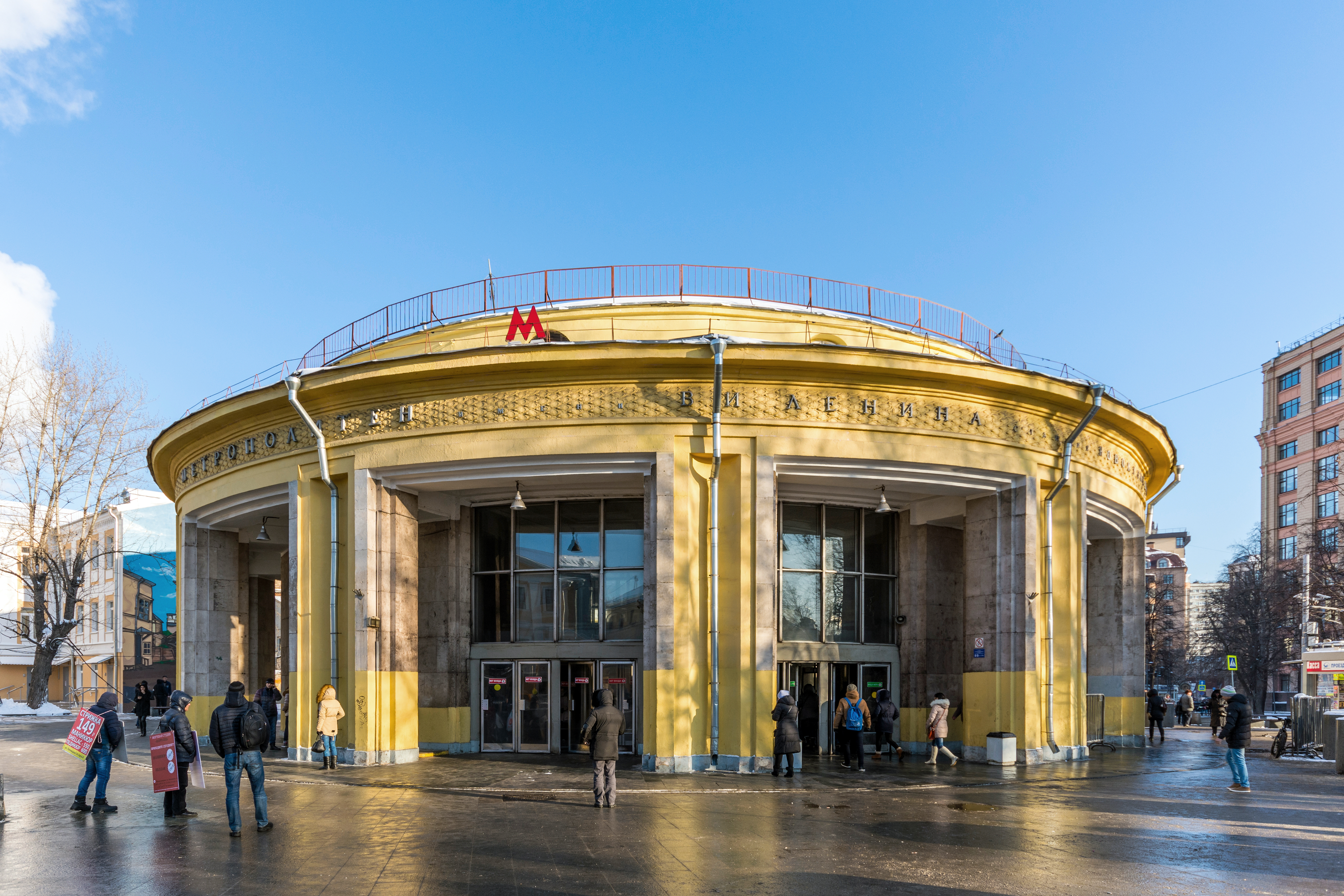
Eingangshalle der Metrostation Nowokusnezkaja (1943 mit Wladimir Helfreich), Moskau
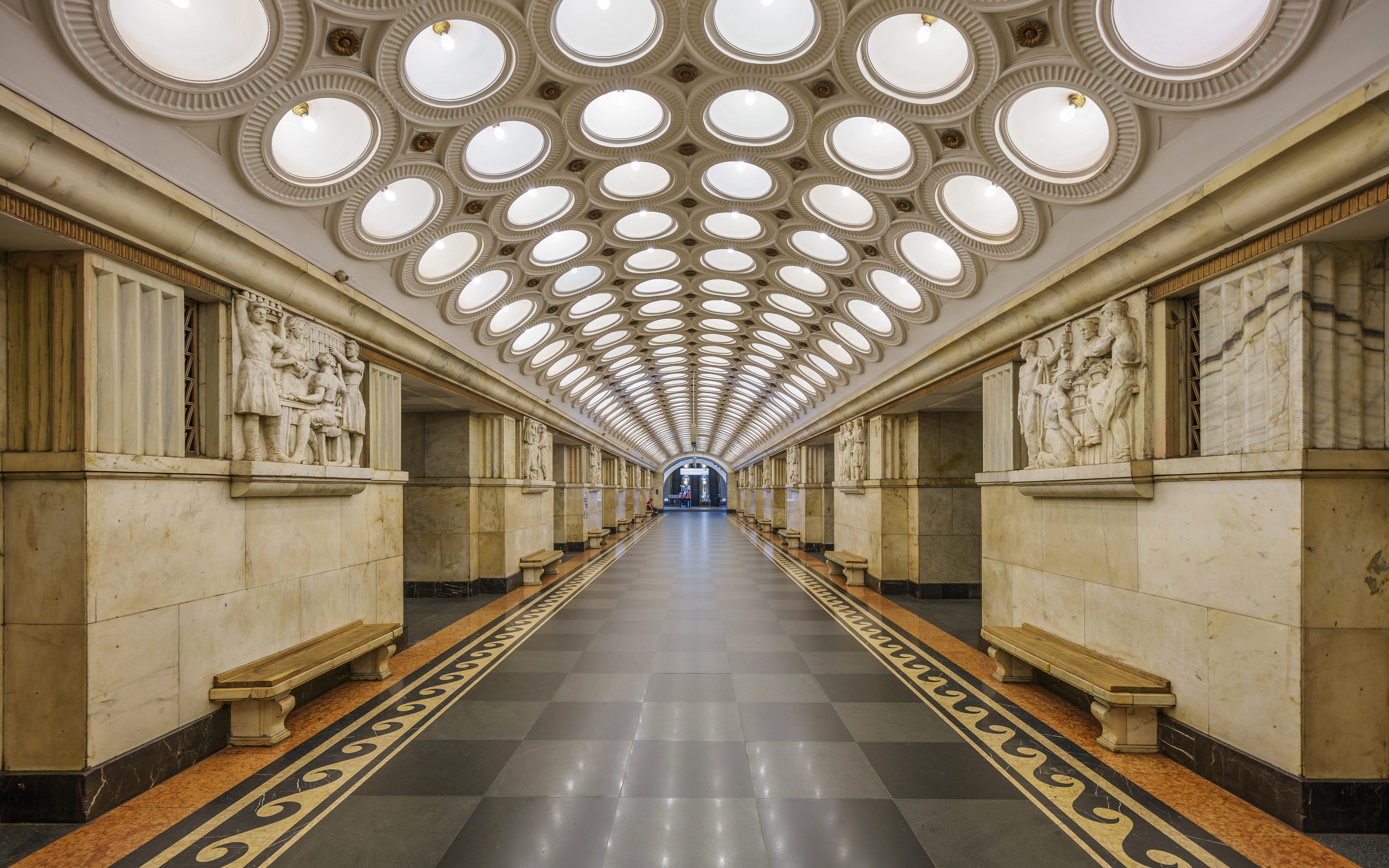
Metrostation Elektrosawodskaja (1944 mit Wladimir Helfreich), Moskau
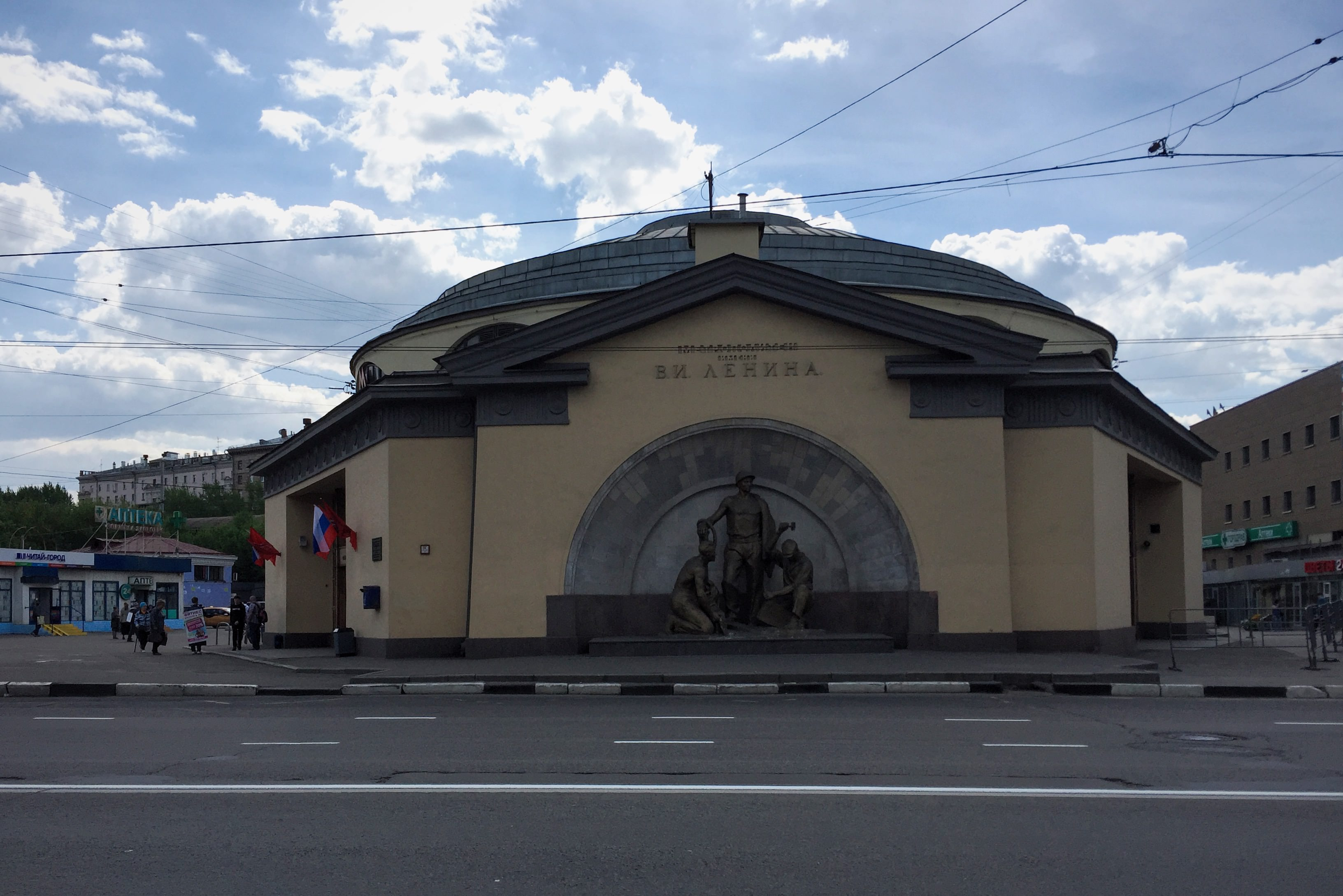
Eingangshalle der Metrostation Elektrosawodskaja (1944 mit Wladimir Helfreich), Moskau
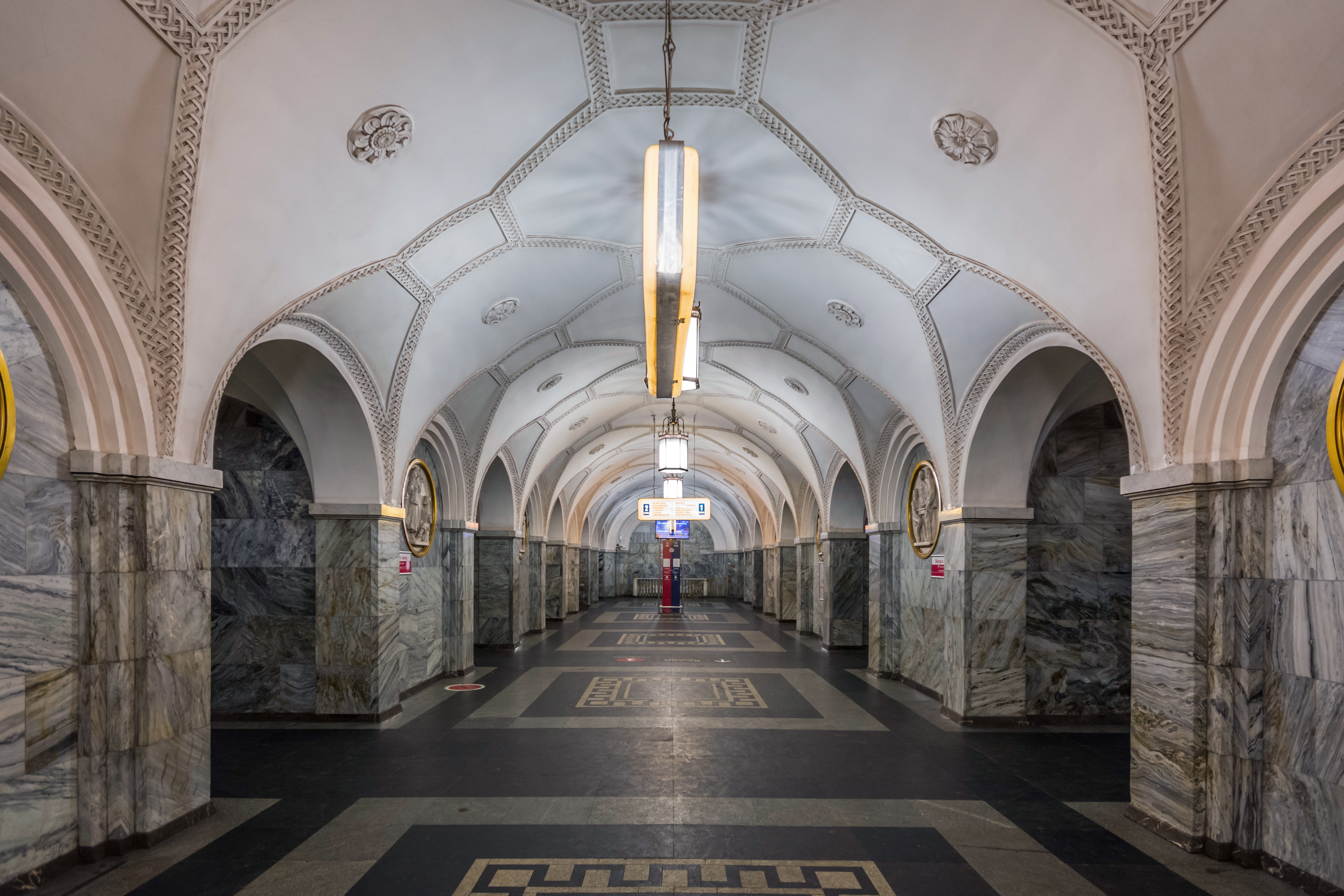
Metrostation Park Kultury (1949 mit J. M. Markowa und Bildhauer S. M. Rabinowitsch), Moskau
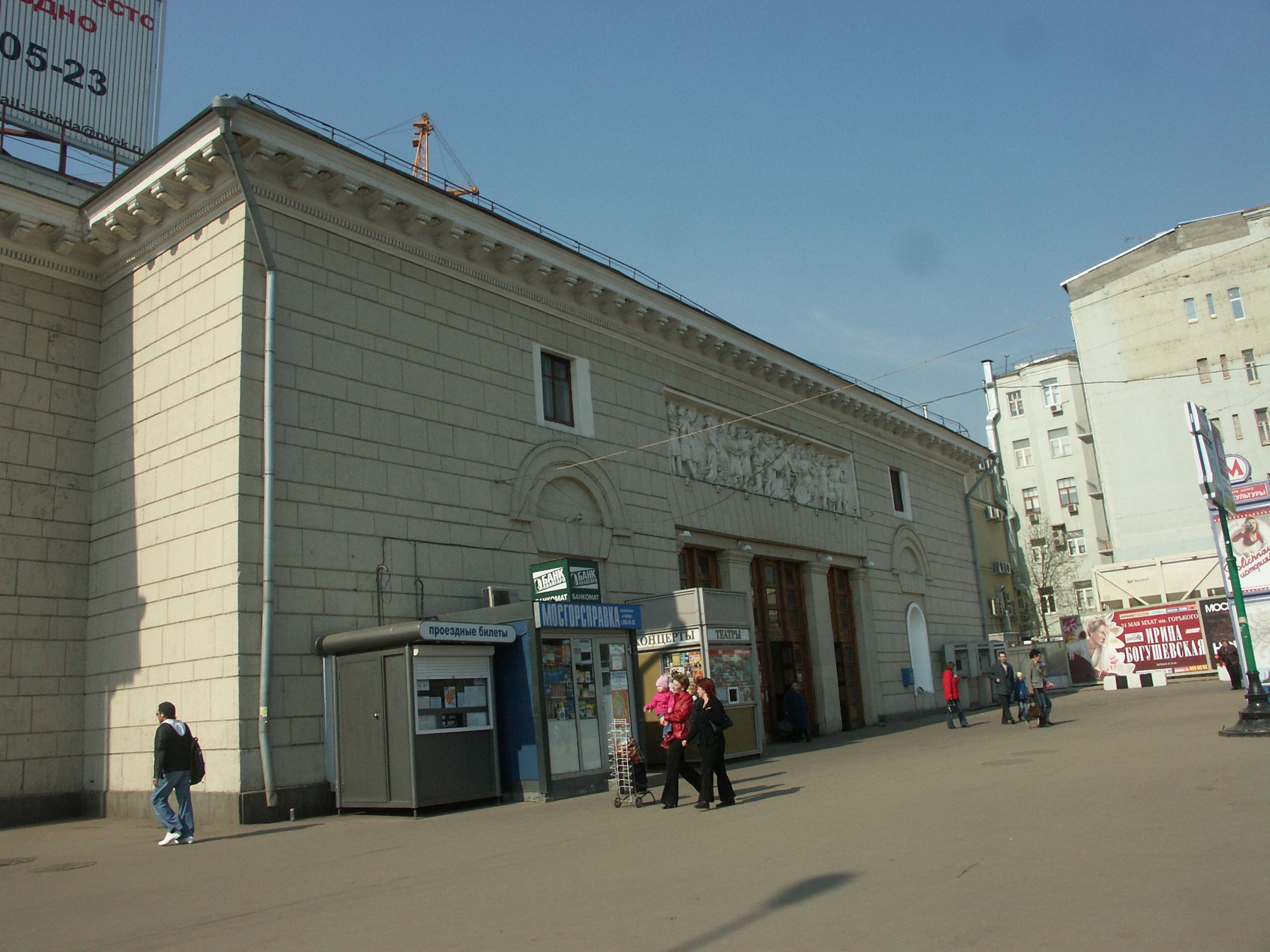
Eingangshalle der Metrostation Park Kultury (1949 mit J. M. Markowa und Bildhauer S. M. Rabinowitsch), Moskau
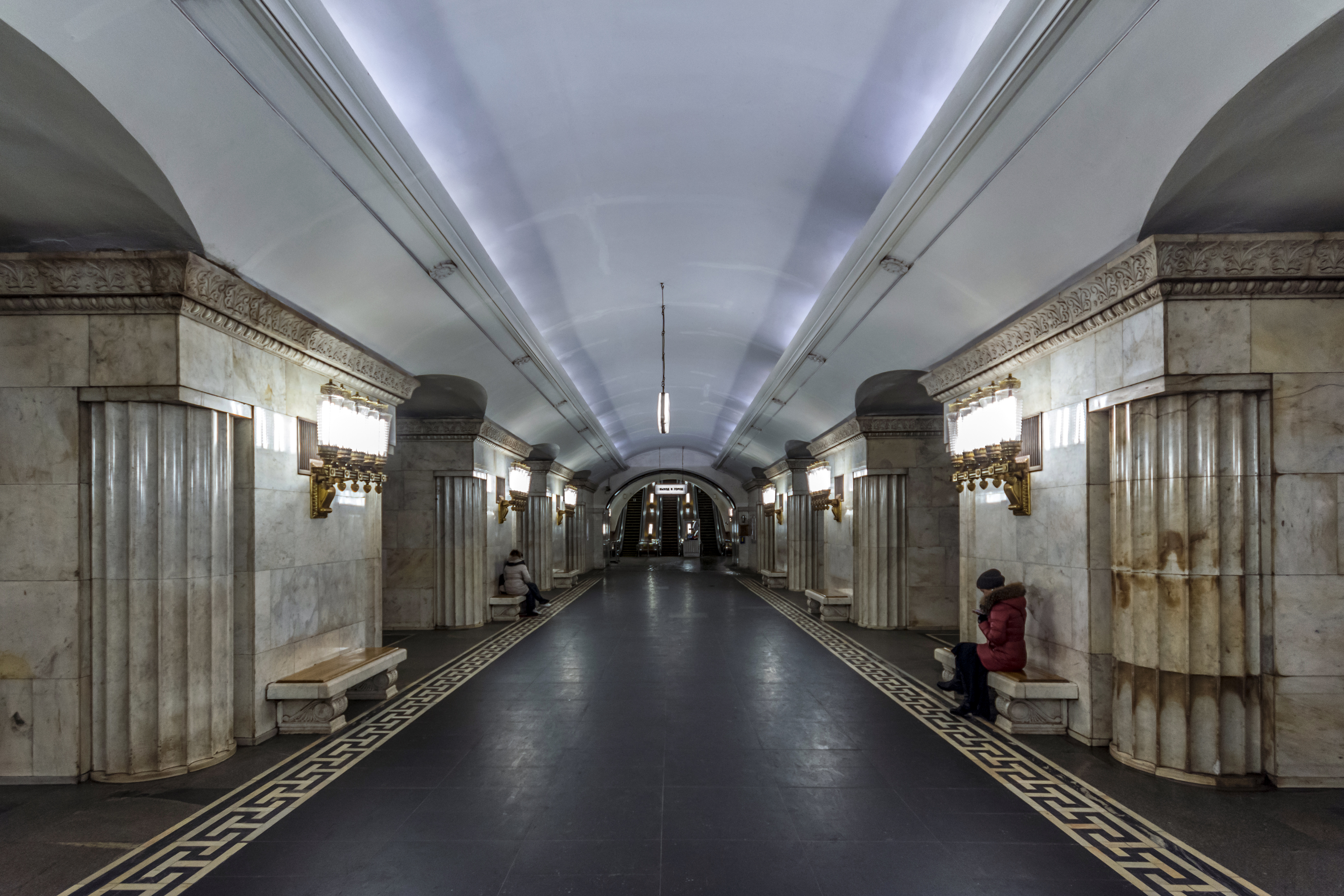
Metrostation Smolenskaja (1953 mit G. K. Jakowlew)
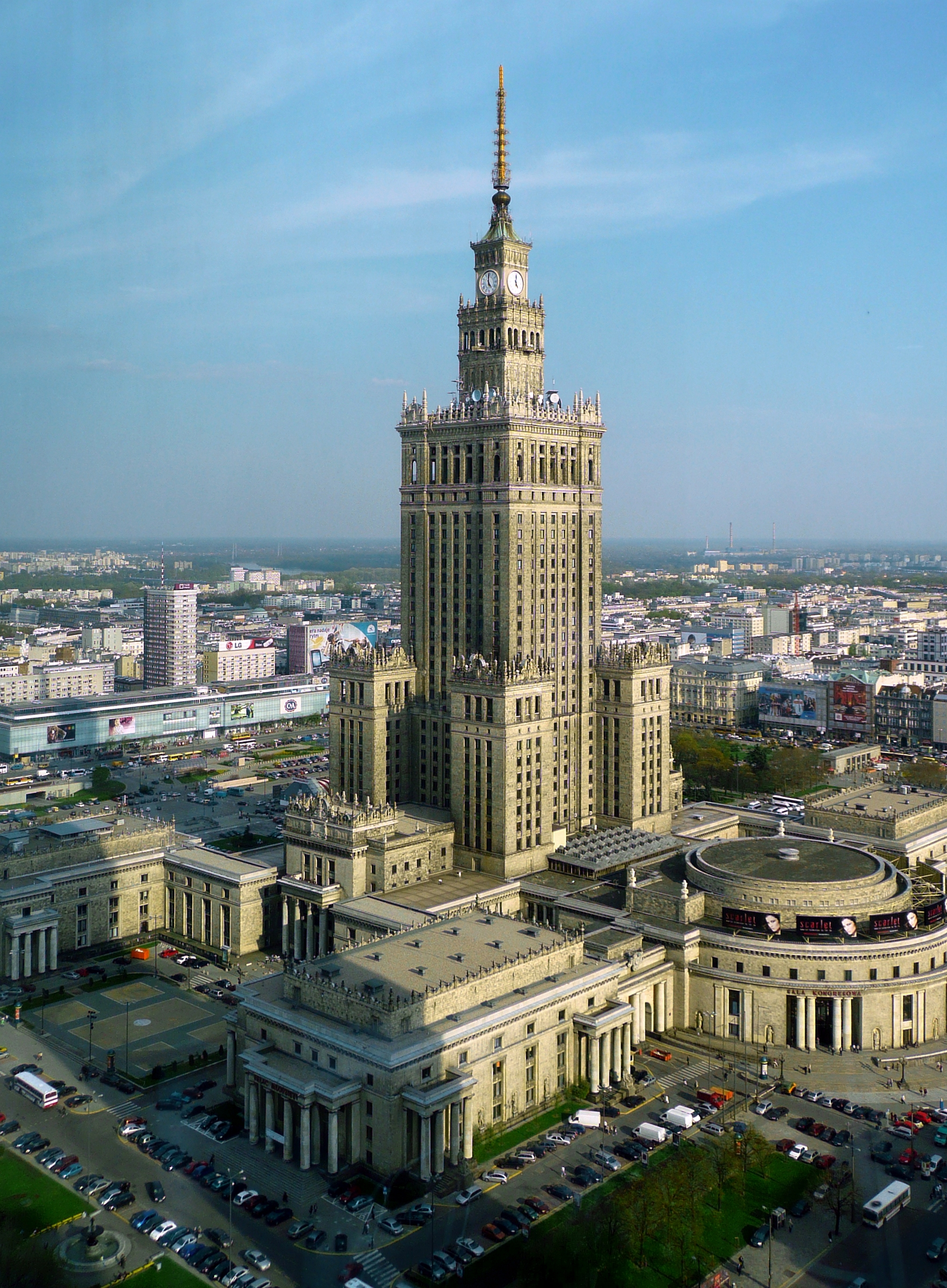
Kulturpalast Warschau (1952–1955 mit Lew Rudnew, Alexander Welikanow, Alexander Chrjakow, Wsewolod Nassonow)
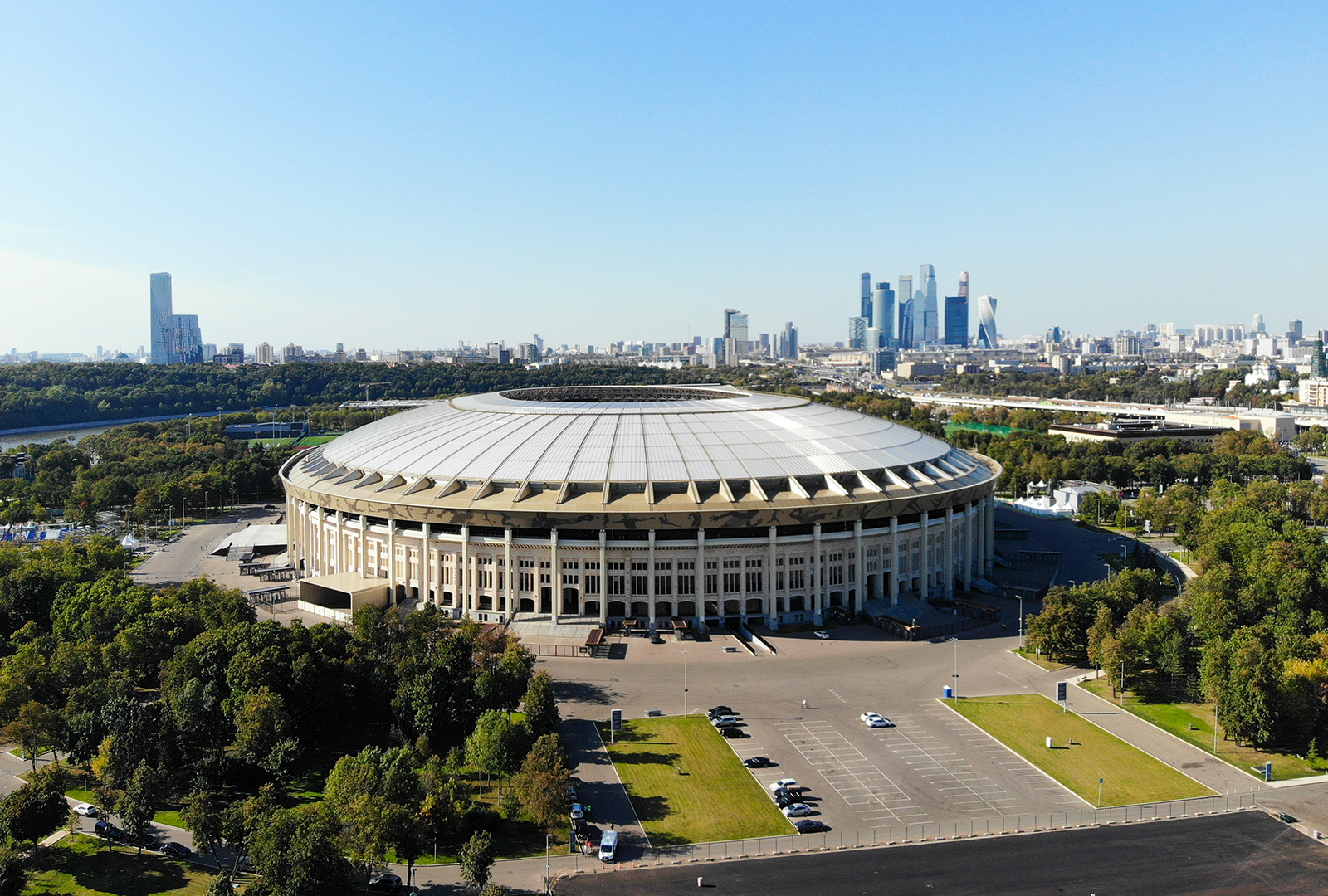
Lenin-Zentralstadion (1953–1956 mit Alexander Wlassow, Alexander Chrjakow, Nikolai Ullas, Wsewolod Nassonow), Luschniki, Moskau
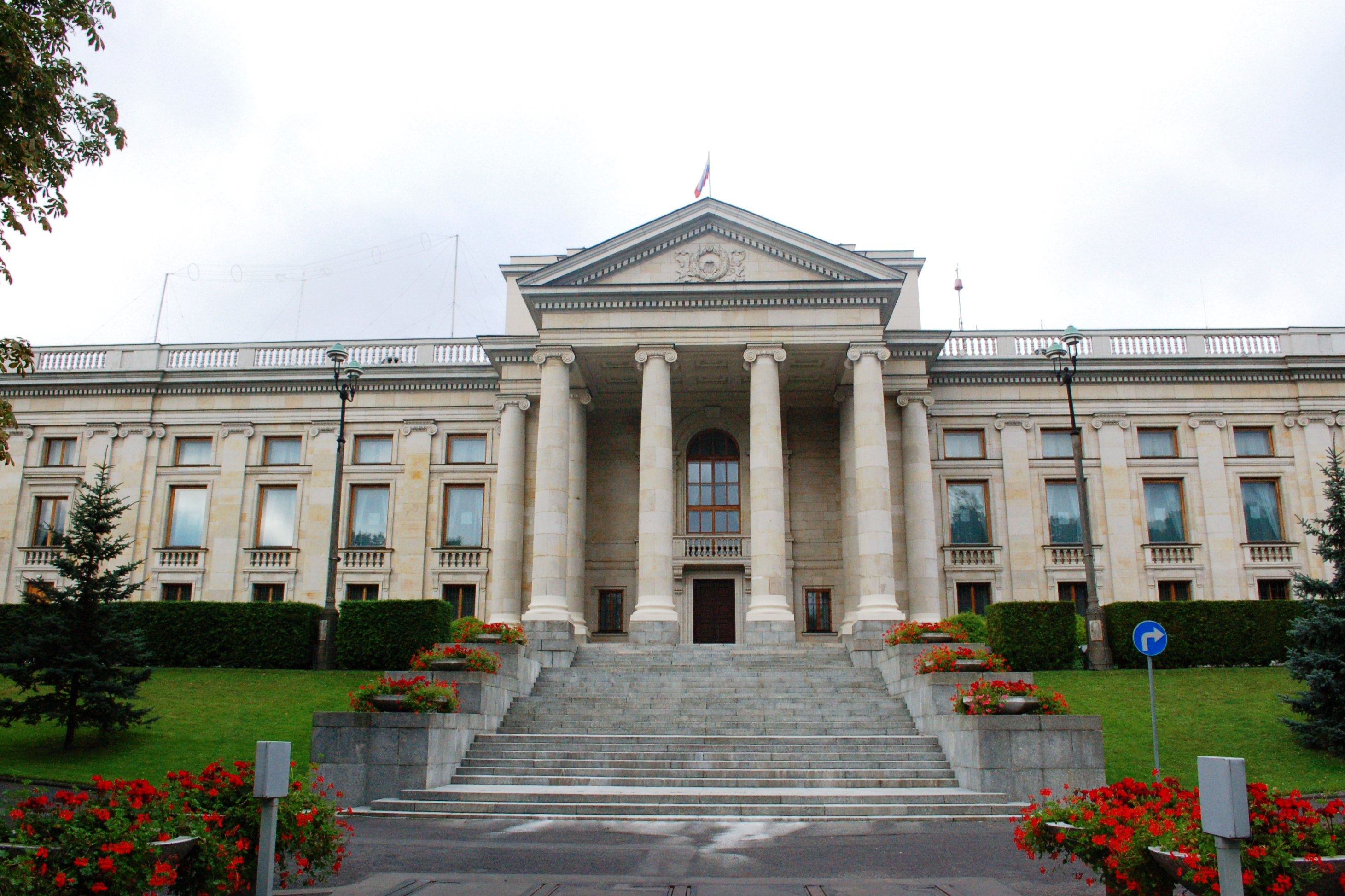
Sowjetische/Russische Botschaft (1954–1956 mit Alexander Welikanow), Warschau
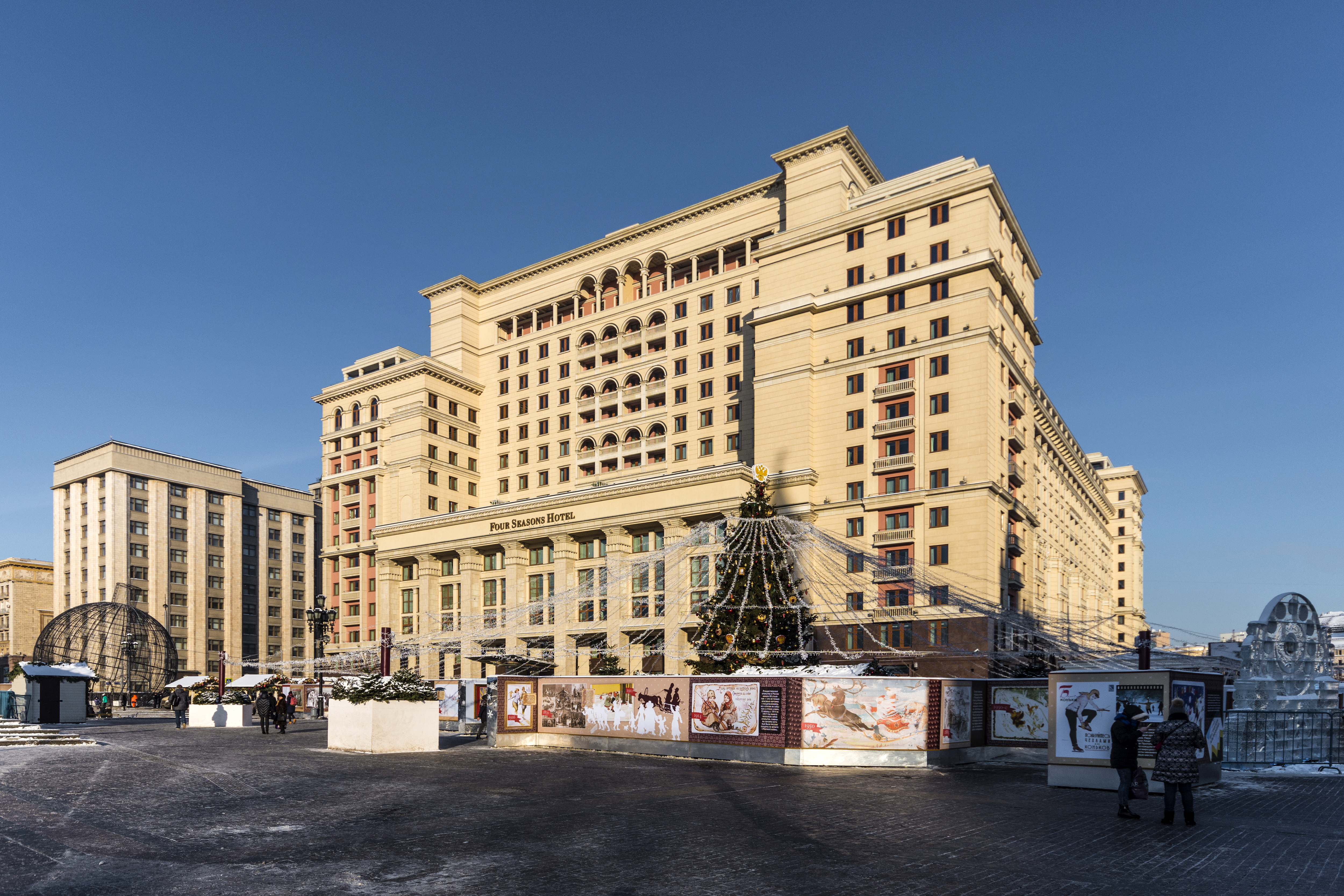
Hotel Moskwa (2. Bauabschnitt 1968–1977 mit A. A. Dserschkowitsch, Alexander Borezki, D. S. Solopow, W. A. Schtschelkanowzewa), Moskau